# أكسل دي فريس
أكسل دي فريس (بالألمانية: Axel de Vries)‏ (و. 1892 – 1963 م) هو صحفي، وسياسي ألماني، كان عضوًا في الحزب الديمقراطي الحر، توفي في بون، عن عمر يناهز 71 عاماً.

## مناصب
تولى منصب عضو في البوندستاغ الألماني (5 يناير 1953–7 سبتمبر 1953)
.

## التعليم
تعلم في Tallinn Cathedral School ‏
.

## روابط خارجية
- أكسل دي فريس على موقع مونزينجر (الألمانية)